# Golf Club Old Course de Cannes - Mandelieu
Le Golf Club Old Course de Cannes - Mandelieu est un équipement sportif consacré au golf créé en 1891 par le grand-duc Michel Mikhaïlovitch de Russie avec le soutien de la commune de Cannes dans la pinède à proximité de l'embouchure de la Siagne à l'ouest de la baie de Cannes sur la commune de Mandelieu-la-Napoule.

## Historique
De simple village de pêcheurs, Cannes est devenue, dans le deuxième quart du XIXe siècle, l'un des lieux de villégiature d'hiver favoris des aristocrates britanniques puis russes. Interdit à vie de retour dans son pays en raison de son mariage morganatique avec Sophie de Merenberg, future comtesse de Torby, le grand-duc Michel Mikhaïlovitch de Russie, charmé par sa récente découverte du Old Course de St Andrews en Écosse, n'a de cesse de recréer la magie de ce lieu enchanteur pour adoucir son exil cannois. Son choix se porte en 1891 sur la pinède située à proximité de l'embouchure de la Siagne à l'ouest de la baie de Cannes sur la commune de Mandelieu-la-Napoule qui dispose déjà d'un pavillon de chasse, futur club-house. Une société par actions est constituée, Cannes-Golf-Club, dont le grand-duc assure la présidence à laquelle sont associées les personnalités de la colonie britannique et européenne des hivernants. Les travaux du premier « neuf trous » commencent. Une subvention est votée le 8 avril 1891 par le conseil municipal de Cannes. Les joueurs prennent possession au printemps 1892 des premiers links (en) dessinés par le très jeune Harry Shapland Colt,,. Le succès est tel que la Compagnie de chemins de fer décide, sous l'impulsion du grand-duc Michel, de créer une nouvelle halte du PLM qui s'arrête pour la première fois le 18 février 1893 à la gare de La Napoule.

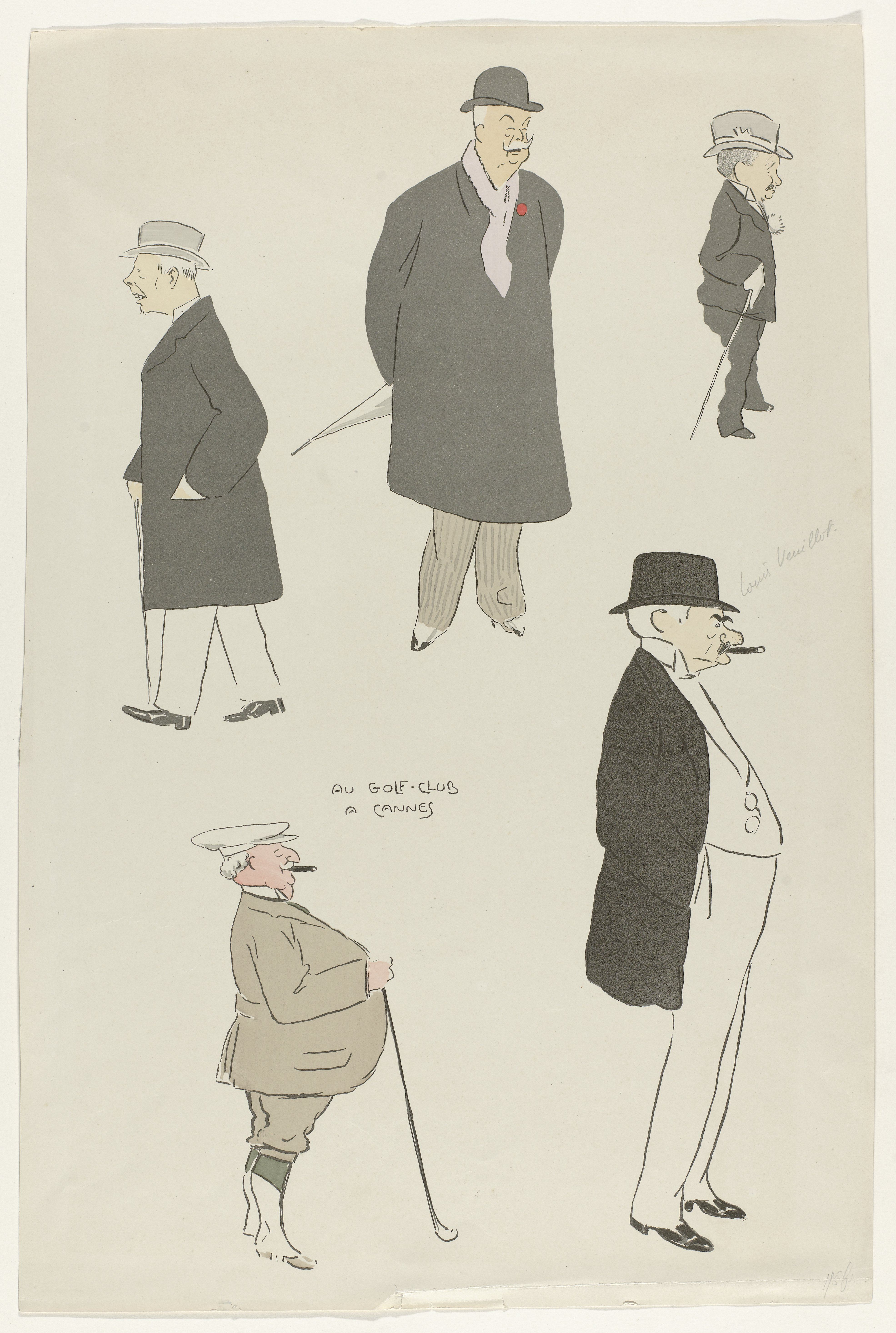
Au Golf Club à Cannes, lithographie pour un magazine de mode d'après un dessin de Sem, vers 1920, Rijksmuseum Amsterdam.

Il faut attendre 1921 pour voir revivre le Cannes Golf Club après les quatre années du silence qui a envahi les links abandonnés pendant la Grande Guerre. Après la conférence de Cannes de 1922, le Grand-Duc Michel passe le relai de la présidence à l'amiral Rosslyn Wester Wemys qui la transmet à son tour à Edward Stanley (17e comte de Derby) en 1928. Pour peu de temps puisqu'à partir de 1930 c'est Harry Mallaby-Deeley (en) qui préside à la destinée du Golf Club de Cannes. De 1938 à sa mort en 1959, Marino Vagliano, père de l'héroïque résistante cannoise Hélène Vagliano et cousin du champion de golf André Vagliano, assure à son tour la présidence. À cette époque le parcours s'enrichit de 18 trous et Marino Vagliano envisage un prolongement de l'utilisation du golf en toutes saisons grâce à un nouveau système d'irrigation. Le projet devra attendre la fin de la Seconde Guerre mondiale et le déminage du terrain qui est prioritaire. En 1959, son principal collaborateur, André Delorme prend la relève jusqu'en 1965 et en profite pour régler la « guerre du Golf ». À sa mort, le fils de Marino, Francis Vagliano, reprend le flambeau, associé à Lucien Barrière, président de la Société fermière du Casino municipal de Cannes. Une Société fermière du Golf Club de Cannes à Mandelieu est créée, chargée de redresser une situation financière fragilisée par le litige avec le propriétaire des terrains qui souhaitait installer sur le parcours un camping plus profitable pour lui,,. En 1967 les travaux sont achevés avec 18 kilomètres de canalisation permettant l'arrosage permanent. Le Golf Club de Cannes Mandelieu acquiert un nouveau souffle et entreprend un processus de démocratisation avec la formation de jeunes golfeurs qui se distinguent rapidement au niveau international.
En 1997, le Golf Club de Cannes Mandelieu est acquis par la famille de Francis Camerini et son nom est assorti de la dénomination « Old Course » rappelant la source d'inspiration du grand-duc Michel,.

Présidents historiques du Golf Club de Cannes Mandelieu
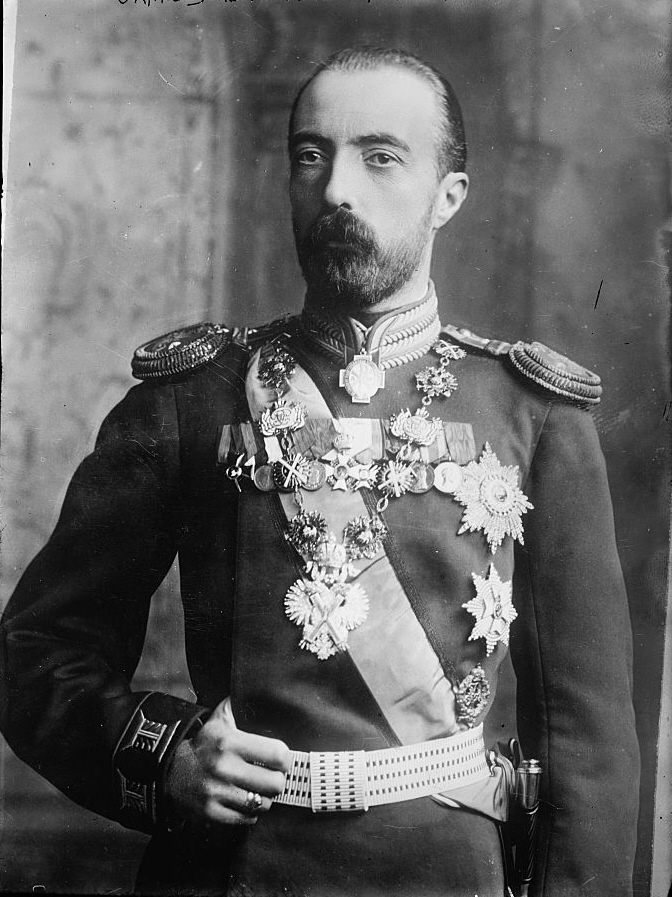
Le grand-duc Michel Mikhaïlovitch de Russie.
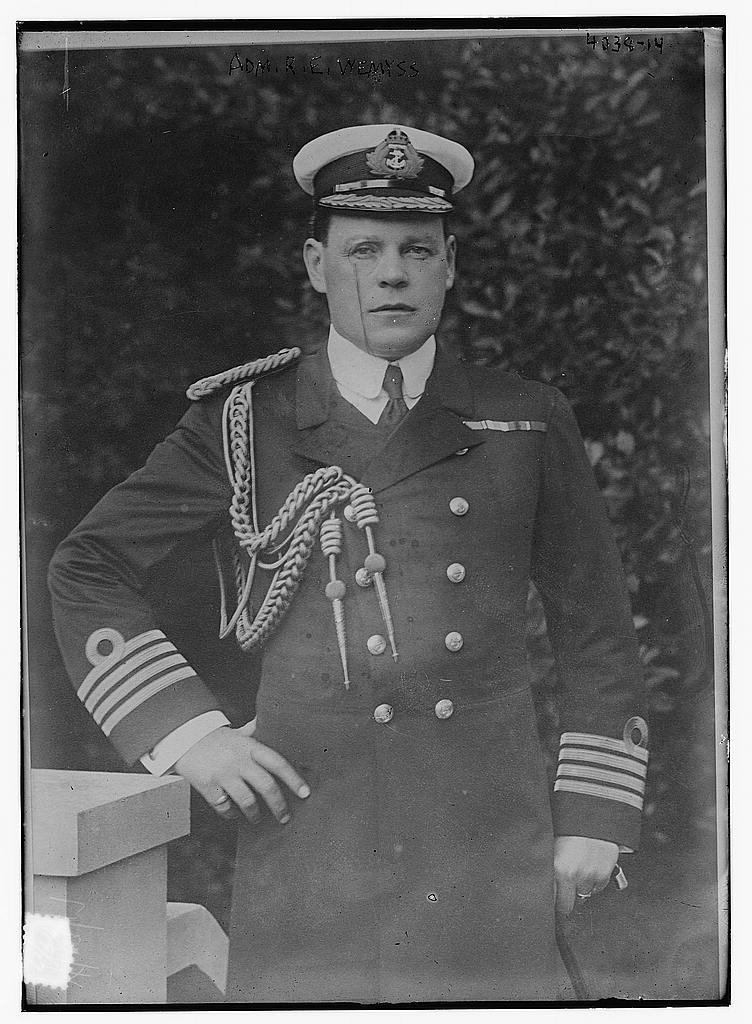
L'amiral Rosslyn Wester Wemys.
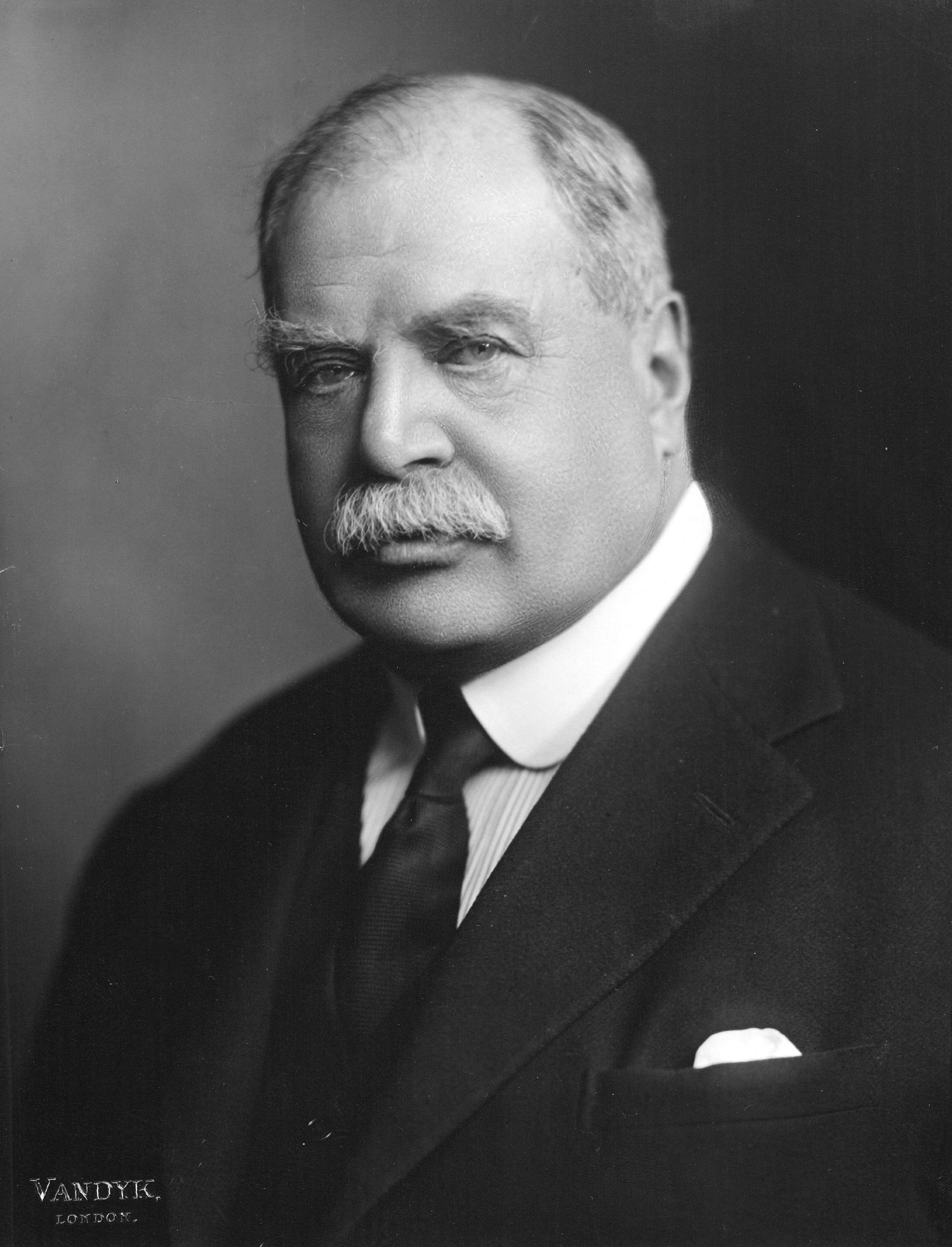
Edward Stanley (17e comte de Derby).
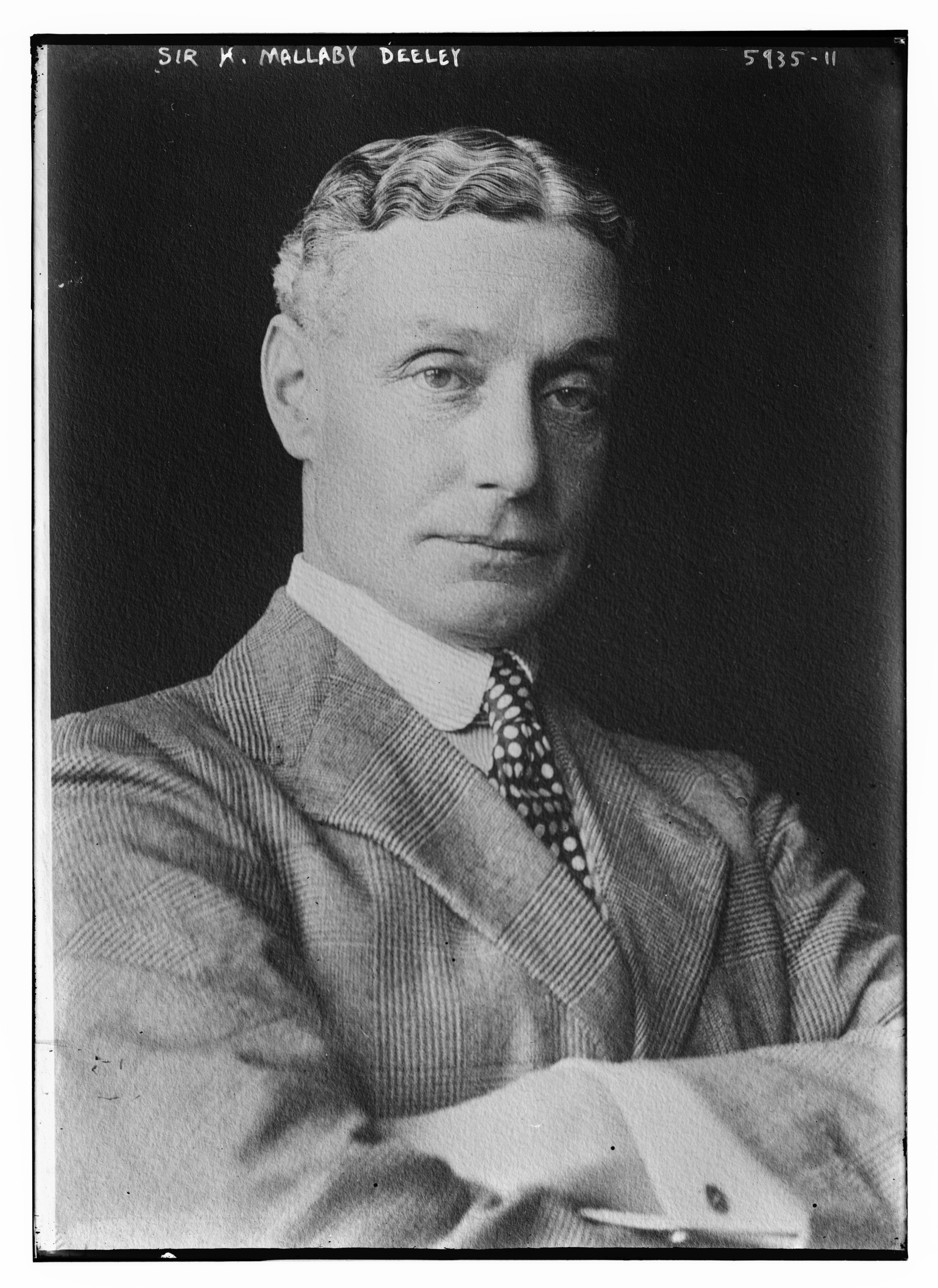
Harry Mallaby-Deeley (en).
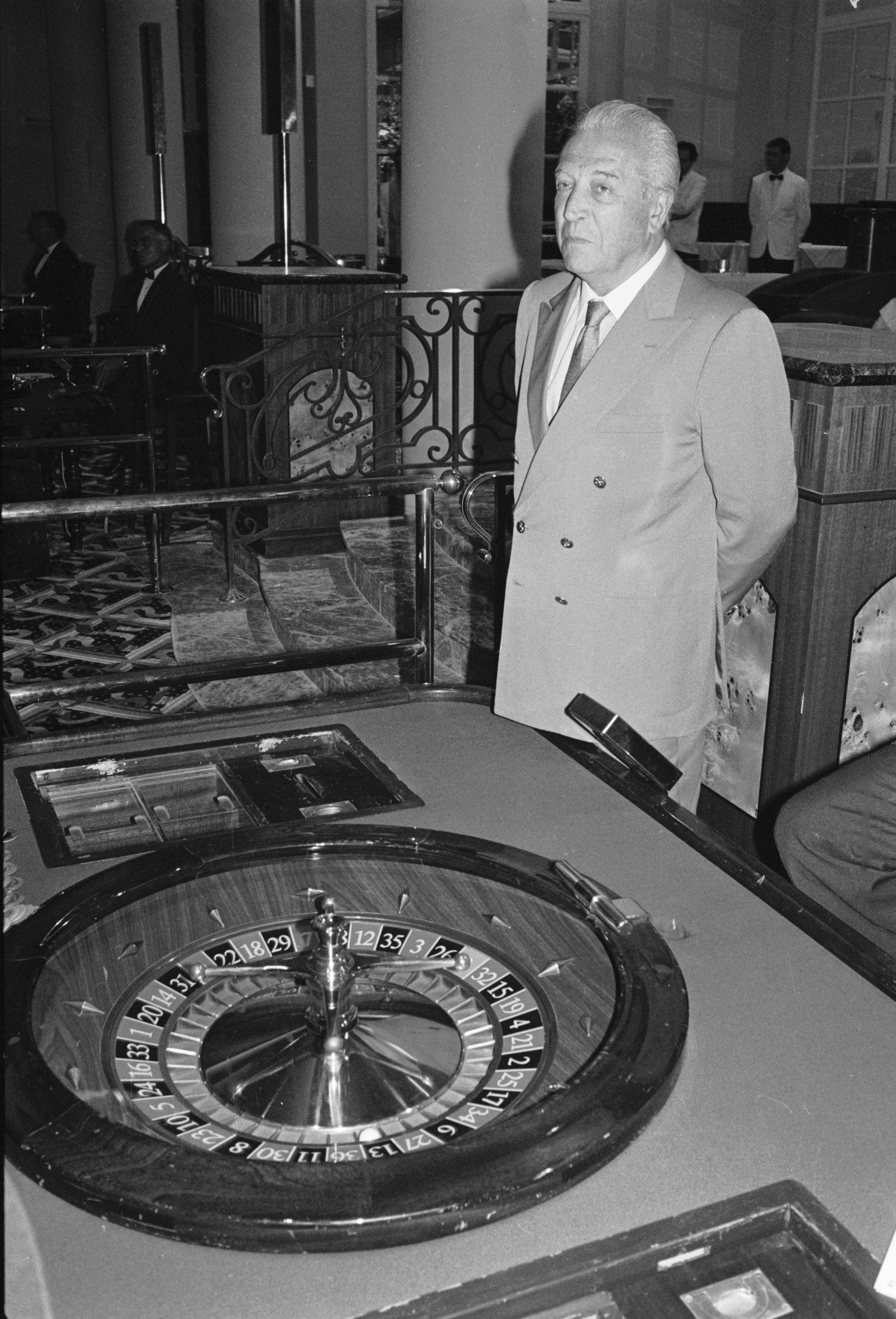
Lucien Barrière.

## Parcours

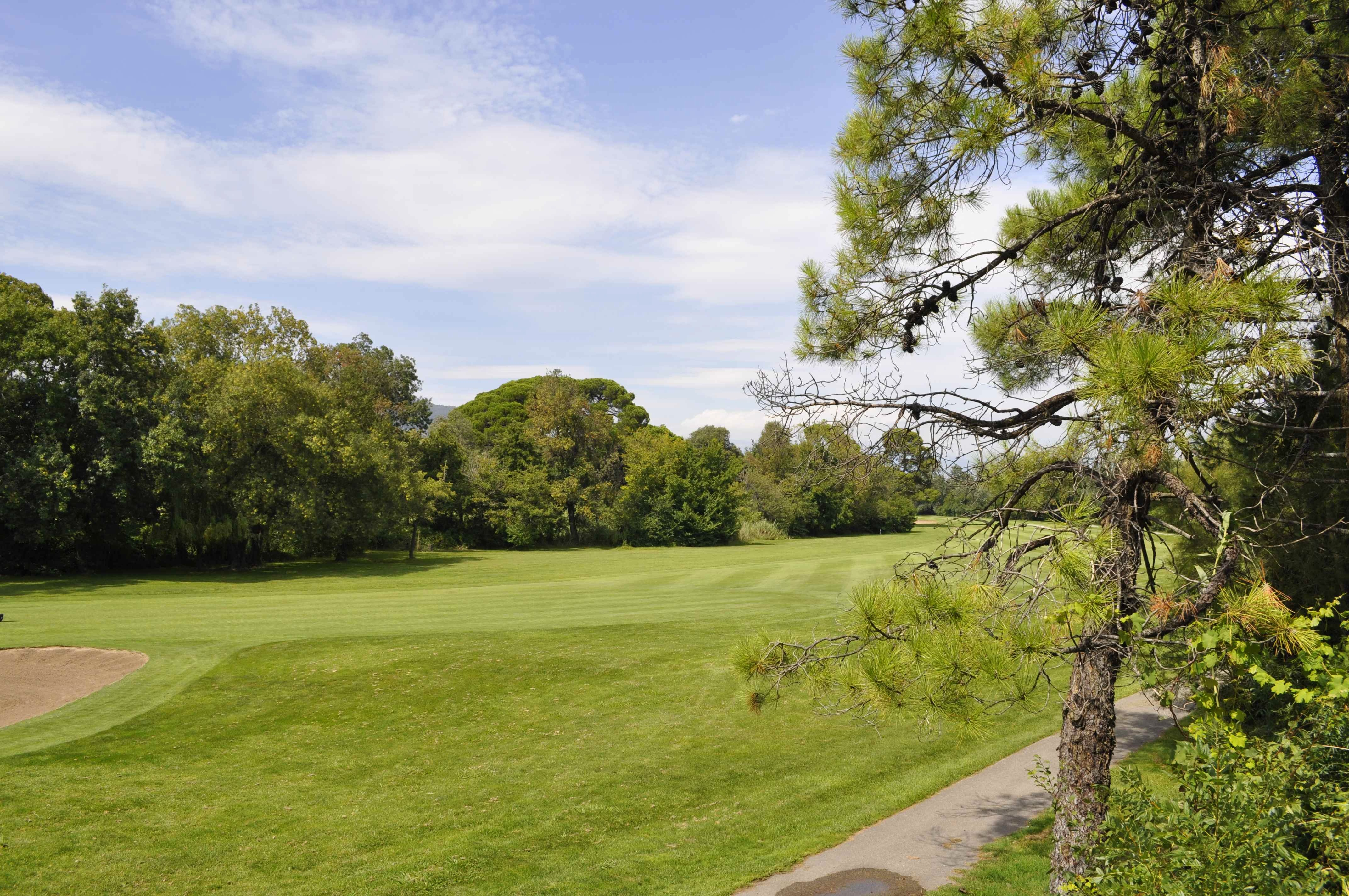
Un point du parcours en 2011.

Le terrain du quatrième plus ancien golf français, d'une superficie de 74 hectares est planté de 4 000 pins parasols. Trois parcours d'une distance totale de 5 520 mètres et d'un par de 72  le composent : « Grand-Duc », le parcours historique de 9 trous, « Old Course », parcours de 18 trous et « Petit Prince », pitch and putt. La traversée de la Siagne en bac est une particularité du parcours. Les fairways serpentent également de part et d'autre du riou de l'Argentière,.

## Club-house

Le club-house de Mandelieu en 1936.

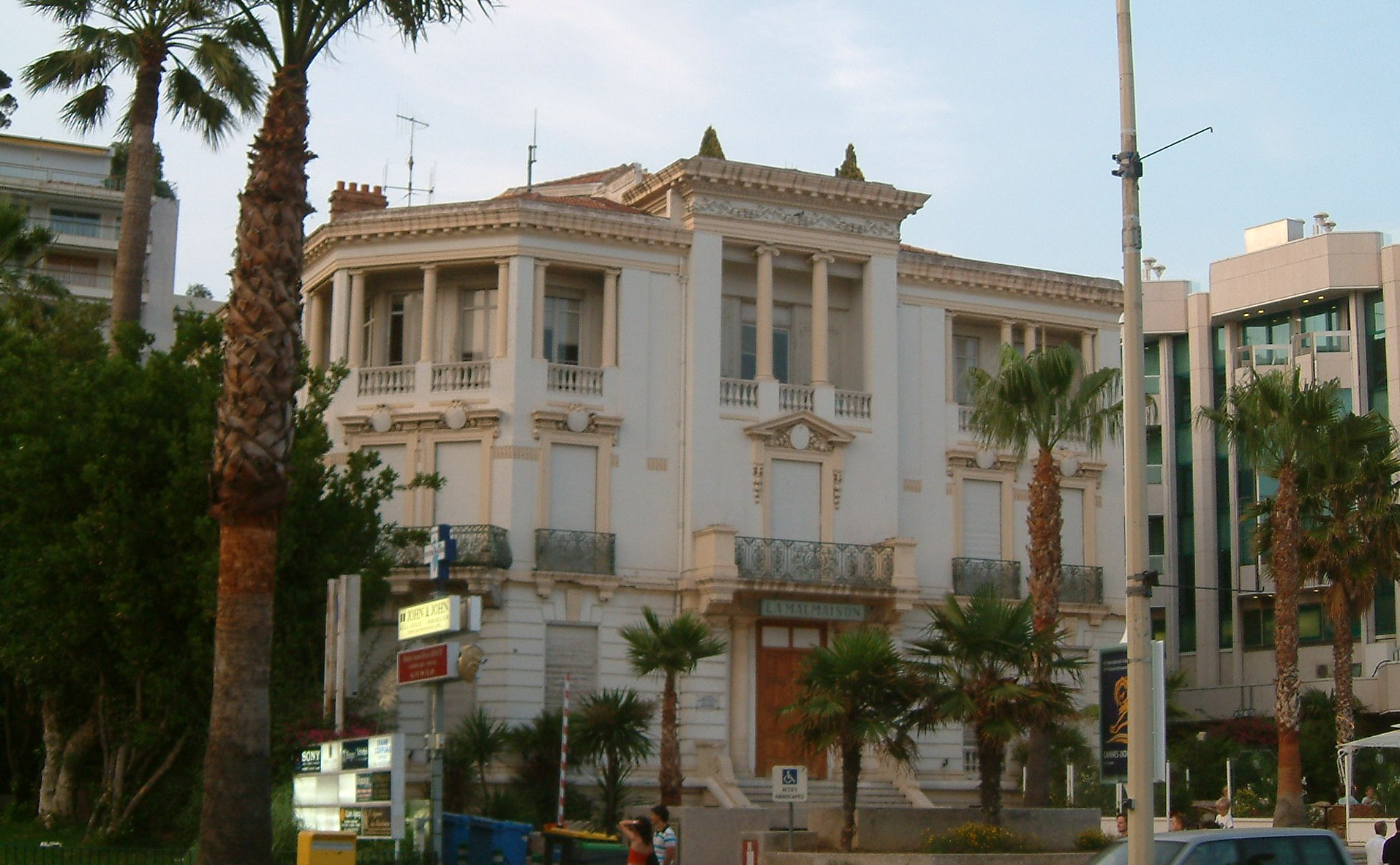
La Malmaison, sur la Croisette, complète en 1902 le club-house de Mandelieu.

Le pavillon de chasse existant sur le terrain à la création du Golf Club est aménagé et modernisé pour tenir compte des exigences de ses membres. En 1902 est créé un cercle des golfeurs à La Malmaison sur la Croisette pour compenser l'éloignement du « country club » de Mandelieu,. Les villas des présidents comme la villa Champfleuri abritent aussi les réunions de la Société des golfeurs.

## Membres illustres

Lord Beaverbrook à Cannes en 1936.

Le prince de Galles, futur Édouard VII, le plus illustre des hivernants de l'aristocratie britannique à Cannes, apprécie dans les dernières années du XIXe siècle le Golf Club de Cannes en ces termes : « Nul autre ne pouvait rivaliser avec lui sous le rapport de la beauté du site, du pittoresque et du confort. » Considéré comme le plus grand joueur de l'histoire du golf en France, Arnaud Massy remporte en 1907 la compétition organisée à Cannes par le grand-duc Michel de Russie. Présents à Cannes pour la Conférence du 6 au 13 janvier 1922 sur les réparations de la Première Guerre mondiale, David Lloyd George et Aristide Briand sont reçus le 10 par le Grand-Duc Michel au Golf Club où ils effectuent quelques drives (en). Le niçois Auguste Boyer, champion international, fréquente le Golf Club de Cannes de 1946 à sa mort en 1995, son club d'origine n'ayant pas été reconstruit après la Guerre.

## Compétitions
Au printemps 1955 se jouent au Cannes Golf Club de Mandelieu la coupe Marino-Vagliano-André-Delorme, la coupe de la ville de Cannes et la coupe de l'Aga-Khan. La Marlboro Nations Cup (en) se déroule au Golf Club de Cannes Mandelieu en 1972,,,.

## Protection du site
Le terrain de golf dit Golf-Club de Cannes à Mandelieu-la-Napoule est inscrit par arrêté du 9 janvier 1942 sur la liste des monuments naturels et des sites du département des Alpes-Maritimes dont la conservation ou la préservation présente un intérêt général du fait de leur caractère artistique, historique, scientifique, légendaire ou pittoresque,,. 
Le Golf et l'ensemble de la commune de Mandelieu sont également compris dans le périmètre du site de la bande côtière de Nice à Théoule inscrit au même titre par arrêté du 10 octobre 1974,,.

## Transition écologique
Dans l'objectif de pérenniser la pratique du golf en préservant l'environnement, la direction du Old Course de Cannes Mandelieu, en partenariat avec la communauté d'agglomération Cannes Pays de Lérins, envisage, à l'horizon de l'été 2023, de ne plus utiliser le réseau d'eau potable pour son système d'arrosage, ainsi que prévu depuis 1991. Les 230 000 m3 nécessaires proviendront, par le biais d'une canalisation de 200 mètres, de la station d'épuration dont les eaux usées retraitées, de qualité comparable à celle exigée pour les eaux de baignade dans les stations balnéaires, sont rejetées dans le biotope sans avoir été valorisées. Parallèlement, de nouvelles variétés de gazon plus résistances à la chaleur et à tendance plus couvre-sol, comme le Chiendent pied-de-poule, sont semées chaque année en remplacement des anciennes graminées.